# Dypterygia rozmani
Dypterygia rozmani là một loài bướm đêm trong họ Noctuidae.